# Mekkaanse soera's
De Mekkaanse soera's zijn een aantal soera's van de Koran. Deze soera's zijn chronologisch ouder dan de Medinaanse soera's.
De verdeling in soera's die geopenbaard zouden zijn in Mekka en die geopenbaard zouden zijn in Medina is voornamelijk een gevolg van stilistische en thematische overwegingen. Indeling van soera's in de respectievelijke perioden is gebaseerd op kenmerken zoals de lengte van het vers en de aanwezigheid of afwezigheid van bepaalde concepten of woorden zoals het gebruik van de naam van God.

De religieuze plichten die de Koran aan Mohammed en zijn volgelingen oplegde gedurende de Mekkaanse jaren waren simpel en klein in aantal. Een paar voorbeelden daarvan zijn dat men moet geloven in God, bij Hem pleiten voor vergeving van zonden (zoals geopenbaard in soera De Gelovigen 1-11), daarnaast veel bidden, inclusief nachtwaken (soera Hud 114; soera De Ingehulde 20) en anderen helpen (in het bijzonder degenen die in nood zijn).
Daarnaast zijn er ook openbaringen die binnen de tijdgeest passen. Zo moest men zich bevrijden van de liefde voor misleidende rijkdom. Dit was belangrijk voor het commerciële leven in Mekka, omdat men alle vormen van bedrog moest nalaten (soera De Dichters 182). Ook de barbaarse gewoonte in de tijd van Mohammed dat meisjes bij de geboorte konden worden gedood werd verboden(soera Het Vee 151).
Het zijn enkele kenmerken van een vroom persoon. In de Koran wordt zo iemand soms een moslim, soms een hanif (soera Jonas 105; soera De Byzantijnen 30), maar vaker simpelweg een gelovige (mu'min - zie ook de titel van soera De Gelovigen) genoemd.

## Volgorde van openbaring
Hoewel niet geheel vaststaat welke soera's Mekkaans of Medinaans zijn, kan de volgende lijst van opeenvolgende openbaringen worden gehanteerd.
1. De Bloedklomp (Al-Alaq)
2. De Pen (Al-Qalam)
3. De Ingehulde (Al-Mozzammil)
4. De Ommantelde (Al-Muddaththir)
5. De Opening (Al-Fatiha)
6. De Touwvezels (Al-Masad)
7. Het Opvouwen (At-Takwier)
8. De Allerhoogste (Al-Ala)
9. De Nacht (Al-Layl)
10. De Dageraad (Al-Fadjr)
11. De Glorieuze Ochtend (Ad-Dhuha)
12. De Expansie (As-Sharh)
13. De Namiddag (Al-Asr)
14. De Rennenden (Al-Aadi'yat)
15. De Overvloedigheid (Al-Kawthar)
16. De Wedijver om Vermeerdering (At-Takaathur)
17. De Noden van Buren (Al-Maa'un)
18. De Ongelovigen (Al-Kaafirun)
19. De Olifant (Al-Fiel)
20. De Doorbraak (Al-Falaq)
21. De Mensheid (An-Naas)
22. De Toewijding (Al-Ikhlaas)
23. De Ster (An-Nadjm)
24. Hij Fronste ('Abasa)
25. De Waardevolle Nacht (Al-Qadr)
26. De Zon (As-Shams)
27. De Sterrenbeelden (Al-Burudj)
28. De Vijgenboom (At-Tien)
29. De Quraisjieten (Quraisj)
30. De Dag van Oproering (Al-Qari'a)
31. De Resurrectie (Al-Qi'yaamah)
32. De Lasteraar (Al-Humazah)
33. De Uitgezondenen (Al-Mursalaat)
34. Qaaf
35. De Stad (Al-Balad)
36. De Nachtelijke Bezoeker (At-Taariq)
37. De Maan (Al-Qamar)
38. Saad
39. De Kantelen (Al-A'raf)
40. De Demonen (Al-Djinn)
41. Ya Sin
42. De Onderscheiding (Al-Furqaan)
43. Schepper (Fatir)
44. Maria (Maryam)
45. Ta Ha
46. De Onoverkomelijke Gebeurtenis (Al-Waaqi'ah)
47. De Dichters (As-Sju'ara')
48. De Mieren (An-Naml)
49. De Vertelling (Al-Qasas)
50. De Nachtreis (Al-Isra)
51. Jonas (Yunus)
52. Hud
53. Jozef (Yusuf)
54. Al-Hidjr
55. Het Vee (Al-An'am)
56. De in de Rangen Behorenden (As-Saffat)
57. Luqman
58. Sheba (Saba)
59. De Groepen (Az-Zumar)
60. Vergever (Ghafir)
61. Duidelijk Uiteengezet (Fussilat)
62. De Consultatie (As-Sjura)
63. Pracht en Praal (Az-Zukhruf)
64. De Rook (Ad-Dokhaan)
65. De Geknielden (Al-Djaathi'yah)
66. De Zandduinen (Al-Ahqaaf)
67. De Winden die Verspreiden (Az-Dhari'yaat)
68. Het Overweldigende Moment (Al-Ghashiyah)
69. De Spelonk (Al-Kahf)
70. De Bijen (An-Nahl)
71. Noach (Nuh)
72. Abraham (Ibrahiem)
73. De Profeten (Al-Anbi'ya)
74. De Gelovigen (Al-Mu'minun)
75. De Aanbidding (As-Sadjdah)
76. De Berg (At-Tur)
77. Het Koningschap (Al-Mulk)
78. De Wezenlijke (Al-Haaqqah)
79. De Manieren van Ascentie (Al-Ma'aridj)
80. Het Nieuws (An-Naba')
81. De Uitrukkenden (An-Nazi'at)
82. De Splijting (Al-Infitaar)
83. De Uiteenscheuring (Al-Inshiqaaq)
84. De Byzantijnen (Ar-Rum)
85. De Spin (Al-'Ankabut)
86. De Knoeiers (Al-Motaffifeen)

Hierna volgen de Medinaanse soera's